# Commissione dell'Unione africana sul diritto internazionale
La Commissione dell'Unione africana sul diritto internazionale è un organo consultivo dell'Unione africana.

## Statuto
Lo statuto della Commissione è stato adottato alla 12ª Sessione ordinaria della Conferenza africana, tenuta ad Addis Abeba (Etiopia) dal 1° al 4 febbraio 2009.

## Membri
Membri eletti per 3 anni da luglio 2009:
- Mr. Rafaa Ben ACHOUR - Tunisia
- Mr. Nkurunziza DONATIEN - Burundi
- Ms. Lilian Bokeeye MAHIRI-ZAJA - Kenya
- Mr. Kholisani SOLO - Botswana
- Mr. Atanazio Kayafa TEMBO - Malawi

Membri eletti per 5 anni da luglio 2009:
- Mr. Ebenezer APPREKU - Ghana
- Mr. Minelik Alemu GETAHUN - Ethiopia
- Mr. Filali KAMEL - Algeria
- Mr. Adelardus KILANGI - Tanzania
- Mr. Blaise TCHIKAYA - Congo
- Mr. Cheikh Tidiane THIAM - Senegal